# Tibiao (Antique)
Tibiao is een gemeente in de Filipijnse provincie Antique op het eiland Panay. Bij de laatste census in 2007 had de gemeente ruim 23 duizend inwoners.

## Geografie

### Bestuurlijke indeling
Tibiao is onderverdeeld in de volgende 36 barangays:
| - Alegre - Amar - Bandoja - Castillo - Esparagoza - Importante - La Paz - Malabor - Martinez - Natividad - Pitac | - Poblacion - Salazar - San Francisco Norte - San Francisco Sur - San Isidro - Santa Ana - Santa Justa - Santo Rosario - Tigbaboy - Tuno |

## Demografie
Tibiao had bij de census van 2007 een inwoneraantal van 23.228 mensen. Dit zijn 1.456 mensen (6,7%) meer dan bij de vorige census van 2000. De gemiddelde jaarlijkse groei komt daarmee uit op 0,90%, hetgeen lager is dan het landelijk jaarlijks gemiddelde over deze periode (2,04%).